# Asociación de Fútbol No Amateur de Pichincha
La Asociación de Fútbol No Amateur de Pichincha es un subdivisión de la Concentración Deportiva de Pichincha en el Ecuador. Funciona como asociación de equipos de fútbol dentro de la Provincia de Pichincha. Bajo las siglas AFNA, esta agrupación está afiliada a la Federación Ecuatoriana de Fútbol.
La AFNA incluye los siguientes equipos:

## Clubes afiliados
| Equipos de Primera División | Equipos de Primera División         | Equipos de Primera División | Equipos de Primera División | Equipos de Primera División | Equipos de Primera División | Equipos de Primera División | Equipos de Primera División | Equipos de Primera División        | Equipos de Primera División | Equipos de Primera División |
| Serie A de Ecuador          | Serie A de Ecuador                  | Serie A de Ecuador          | Serie A de Ecuador          | Serie A de Ecuador          | Serie A de Ecuador          | Serie A de Ecuador          | Serie A de Ecuador          | Serie A de Ecuador                 | Serie A de Ecuador          | Serie A de Ecuador          |
| --------------------------- | ----------------------------------- | --------------------------- | --------------------------- | --------------------------- | --------------------------- | --------------------------- | --------------------------- | ---------------------------------- | --------------------------- | --------------------------- |
| N.º                         | Equipo                              | Ciudad sede                 | Estadio                     | Títulos Internacionales     | Ligas Nacionales            | Copas Nacionales            | Supercopas Nacionales       | Campeonato Profesional Interandino |                             |                             |
| 1                           | Sociedad Deportiva Aucas            | Quito                       | Gonzalo Pozo Ripalda        | 0                           | 1                           | 0                           | 0                           | 2                                  |                             |                             |
| 2                           | Club Deportivo El Nacional          | Quito                       | Olímpico Atahualpa          | 0                           | 13                          | 2                           | 0                           | 0                                  |                             |                             |
| 3                           | Independiente del Valle             | Sangolquí                   | Banco Guayaquil             | 3                           | 1                           | 1                           | 1                           | 0                                  |                             |                             |
| 4                           | Liga Deportiva Universitaria        | Quito                       | Rodrigo Paz Delgado         | 5                           | 13                          | 1                           | 3                           | 6                                  |                             |                             |
| 5                           | Club Deportivo Universidad Católica | Quito                       | Olímpico Atahualpa          | 0                           | 0                           | 0                           | 0                           | 1                                  |                             |                             |
| 6                           | Vinotinto Ecuador                   | Quito                       | Olímpico Atahualpa          | 0                           | 0                           | 0                           | 0                           | 0                                  |                             |                             |
| Serie B de Ecuador          |                                     |                             |                             |                             |                             |                             |                             |                                    |                             |                             |
| 1                           | Club Atlético Vinotinto             | Quito                       | Olímpico Atahualpa          | 0                           | 0                           | 0                           | 0                           | 0                                  |                             |                             |
| 2                           | Cumbayá Fútbol Club                 | Quito                       | Olímpico Atahualpa          | 0                           | 0                           | 0                           | 0                           | 0                                  |                             |                             |
| 3                           | Independiente Juniors               | Sangolquí                   | Banco Guayaquil             | 0                           | 0                           | 0                           | 0                           | 0                                  |                             |                             |

| 1  | Sociedad Deportivo Quito                          | Quito        |
| 2  | Club Deportivo América                            | Quito        |
| 3  | Club Deportivo Espoli                             | Quito        |
| 4  | Club Deportivo Universidad San Francisco de Quito | Quito        |
| 5  | Club Deportivo Mayor Pedro Traversari             | Quito        |
| 6  | Club Deportivo Tumbaco AV25                       | Quito        |
| 7  | Sociedad Deportiva Rayo                           | Cayambe      |
| 8  | Club Deportivo Rumiñahui                          | Machachi     |
| 9  | Sandino Fútbol Club                               | Quito        |
| 10 | Club Deportivo Da Encarnação                      | Quito        |
| 11 | Aussie Fútbol Club                                | Quito        |
| 12 | Club Deportivo Juventud                           | Quito        |
| 13 | Club Deportivo General Miguel Iturralde           | Quito        |
| 14 | Club Deportivo Meridiano                          | Quito        |
| 15 | Club Casa Deportiva Cumbre Alta                   | Quito        |
| 16 | Club Atlético Vinotinto                           | Quito        |
| 17 | AKD Fútbol Club                                   | Quito        |
| 18 | Club Deportivo Patrón Mejía                       | Quito        |
| 19 | Club Deportivo Patogol                            | Quito        |
| 20 | Independiente JFA                                 | Quito        |
| 21 | Club Deportivo Real Puerto Quito                  | Puerto Quito |

### Campeonato de Segunda Categoría
El Campeonato Provincial de Segunda Categoría de Pichincha es el Campeonato de Segunda Categoría (3.° nivel nacional) que se juega en la Provincia de Pichincha. Dos equipos de este campeonato se clasifican para la siguiente etapa del Campeonato de Segunda Categoría, mientras que dos equipos ascienden al Campeonato Provincial desde el Torneo de Ascenso Pichincha.

## Años de Fundación de los equipos
| Equipo                                                                      | Año de Fundación | Actividad                                       |
| --------------------------------------------------------------------------- | ---------------- | ----------------------------------------------- |
| Sport Club Quito                                                            | 1906             | Desaparecido                                    |
| Sociedad Deportiva Gladiador                                                | 1918             | Desaparecido                                    |
| Club Universitario                                                          | 1918             | pasó a ser Liga Deportiva Universitaria en 1930 |
| Sociedad Deportiva Gimnástico Dodge                                         | 1925             | Desaparecido                                    |
| Liga Deportiva Universitaria                                                | 1930             | Activo                                          |
| Club Social y Deportivo Chacarita                                           | 1932             | Inactivo                                        |
| Club Deportivo América                                                      | 1939             | Activo                                          |
| Sociedad Deportiva Argentina                                                | 1940             | Refundado como Sociedad Deportivo Quito 1955    |
| Club Deportivo Chile                                                        | 1942             | Activo en fútbol amateur                        |
| Sociedad Deportiva Aucas                                                    | 1945             | Activo                                          |
| Sociedad Deportiva Atahualpa                                                | 1947             | Inactivo                                        |
| Sociedad Deportivo Quito                                                    | 1955             | Activo                                          |
| [[Archivo:\|20x20px\|border\|Bandera de Sangolquí]] Independiente del Valle | 1958             | Activo                                          |
| Juventud Independiente                                                      | 1961             | Inactivo                                        |
| Club Deportivo Universidad Católica                                         | 1963             | Activo                                          |
| Club Deportivo El Nacional                                                  | 1964             | Activo                                          |

### Partidos Históricos de clubes desaparecidos
| Fecha               | Rival                  | Resultado | Club                      |
| ------------------- | ---------------------- | --------- | ------------------------- |
| 3 de marzo de 1940  | Club Atlético Corrales | 1:1       | Sacramento                |
| 21 de junio de 1959 | São Paulo              | 1:2       | Sociedad Deportiva España |
| 9 de junio de 1967  | Napoli                 | 1:1       | Selección de Pichincha    |